# Jorge Garbajosa
Jorge Garbajosa Chaparro, Jr. (Torrejón de Ardoz, Madrid, 19. prosinca 1977.) španjolski je profesionalni košarkaš. Igra na poziciji niskog krila, a može igrati i krilnog centra. Trenutačno je član španjolskog Real Madrida.

## Karijera

### Europa
Svoju karijeru započeo je 1994. u španjolskoj TAU Vitoriji, a s njome je u sezoni 1998./99. osvojio španjolski Kupa Kralja.  2000. odlazi u talijanski Benetton Treviso i u njome je proveo četiri sezone. S Benettonom je osvojio dva talijanska prvenstva, dva kupa i superkupa, a u prosjeku je postizao 13.8 poena i 6.7 skokova. Od 2004. do 2006. igrao je u španjolskoj Unicaja Málagi. Pomogao je klubu u sezoni 2005./06. osvojiti španjolsko prvenstvo i kup. Iste sezone je u Euroligi u prosjeku postizao 14.9 poena i 6.9 skokova, dok je u španjolskom prvenstvu postizao 13.3 poena (55% iz igre, 81% s linije slob. bacanja) i 6.4 skokova. Izabran je za najkorisnijeg igrača finala španjolskog Kupa Kralja 2005. i finala španjolskog prvenstva 2006. godine. 
Ukupno, Garbajosa je u svojoj 11-godišnjoj europskoj karijeri (s tri kluba), prosječno postizao 10.4 poena, 5.2 skokova i 1.4 ukradene lopte u 352 utakmice ligaškog prvenstva i 13.0 poena, 6.3 skokova i 1.8 ukradenih lopti u 105 euroligaških utakmica.  

### NBA
29. lipnja 2006. objavio je da će napustiti Unicaju i postati članom NBA momčadi Toronto Raptorsa. Međutim, Garbajosa da bi mogao igrati u NBA ligi otkupio je svoj dvogodišnji ugovor vrijedan 2.25 milijuna $. 24. srpnja 2006., Raptorsi su službeno na svojoj web stranici objavili da su s Garbajosom potpisali trogodišnji ugovor vrijedan 12 milijuna $. S obzirom na svoje veliko iskustvo, Garbajosa je sezonu započeo kao član prve petorke Raptorsa. U prvom dijelu sezone imao je odličan postotak šuta od .500 i izabran je u Istočnoj konferenciji za novaka mjeseca prosinca. 
26. ožujka 2007., Garbajosa je protiv Boston Celticsa zadobio tešku ozljedu u kojoj je iščašio lijevi gležanjski zglob potrgajući pritom ligamente i zadobivši frakturu lisne kosti. Prvoj operaciji podvrgnut je dan nakon ozljede, a druga je uslijedila u prosincu. Ukupno je izvan parketa proveo šest mjeseci, a tijekom cijele sezone odigrao je samo sedam utakmica. U prosjeku je postizao 8.5 poena i 4.9 skokova po utakmici, a na karju sezone izabran je u All-Rookie prvu momčad. 
Nakon što mu je klub zbog moguće obnove ozljede potkoljenične kosti zabranio mu nastup za reprezentaciju na Olimpijskim igrama u Pekingu 2008., Garbajosa je na kraju odlučio raskinuti trogodišnji ugovor od kojega je još imao za odraditi samo posljednju sezonu. 18. lipnja 2008., on zajedno u prisutnosti članova Raptorsa, Španjolskog saveza, osiguravajuće kuće, potpisali su raskid ugovora kojim je Garbajosa postao slobodnim igračem.  

### Povratak u Europu
Na kraju sezone 2007./08., Garbajosa je s ruskim prvoligašem Himkijem potpisao dvogodišnji ugovor vrijedan šest milijuna € netto.  Nakon jedne sezone u Rusiji, Garbajosa je napustio klub i potpisao dvogodišnji ugovor sa španjolskim Real Madridom.

## Španjolska reprezentacija
Garbajosa je član španjolske košarkaške reprezentacije. Njegovo prvo veliko natjecanje bile su Olimpijske igre u Sydneyu 2000., a igrao je još na dvima Olimpijskim igrama u Ateni 2004. i Pekingu 2008. Na Europskom prvenstvu u Turskoj 2001. osvojio je brončanu medalju, a s reprezentacijom je još osvojio srebrne medalje na Europskom prvenstvu u Švedskoj 2003. i Španjolskoj 2007. Na Svjetskom prvenstvu u Japanu 2006. osvojio je zlatnu medalju, srebro na Olimpijskim igrama u Pekingu 2008. te zlatnu medalju na Europskom prvesntvu u Poljskoj 2009. godine. 

## Vanjske poveznice
- Profil na NBA.com
- Profil na Eurocup
- Profil na Euroleague.net
- Profil  Arhivirana inačica izvorne stranice od 12. travnja 2009. (Wayback Machine) na Himki Moskva
- Profil na ACB.com (šp.)